# Symphytum caucasicum
Espèce
Classification phylogénétique
La Consoude du Caucase (Symphytum caucasicum) est une plante vivace de la famille des Boraginacées.
Nom russe : Окопник кавказский

## Description
La consoude du Caucase est une plante herbacée de 60 à 90 cm de haut, d'un port buissonnant.
Ses feuilles sont alternes, gaufrées, ovales-lancéolées, couvertes de poils raides.
Ses fleurs bleues (pour le type sauvage), terminales et axillaires, disposées en panicules corymbiformes, fleurissent sur une longue période au printemps - d'avril à juillet -.
Ses fruits sont composés de 4 akènes lisses et brillants.
Cette espèce compte 48 chromosomes.

## Distribution
Cette espèce est originaire du Caucase - comme le souligne l'épithète spécifique - mais elle est maintenant répandue dans l'ensemble des contrées tempérées de l'hémisphère nord.
Son habitat d'origine comprend les bordures de forêts et de rivières, en terres pauvres.

## Utilisations
En raison de sa floraison, de sa grande tolérance aux sols, de sa grande rusticité, son utilisation ornementale s'est largement répandue en France. Elle est employée principalement comme couvre-sol de sols très pauvres. Elle supporte la concurrence d'arbres et de presque toutes les espèces. Cette espèce compte maintenant de nombreux hybrides et cultivars :
- Symphytum caucasicum 'Goldsmith' à fleur bleue ou rose pâle.
- Symphytum caucasicum 'Hidcote blue' à fleur bleu pâle
- Symphytum caucasicum 'Hidcote Pink' à fleur rose pâle.

À cause de sa robustesse, et en fonction du sol, elle peut devenir envahissante.

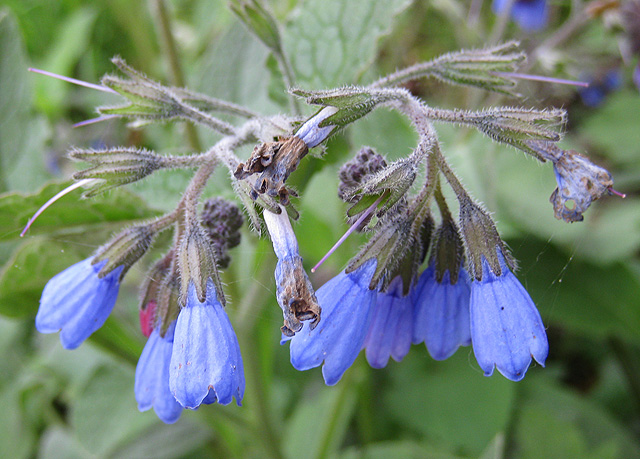
Fleurs
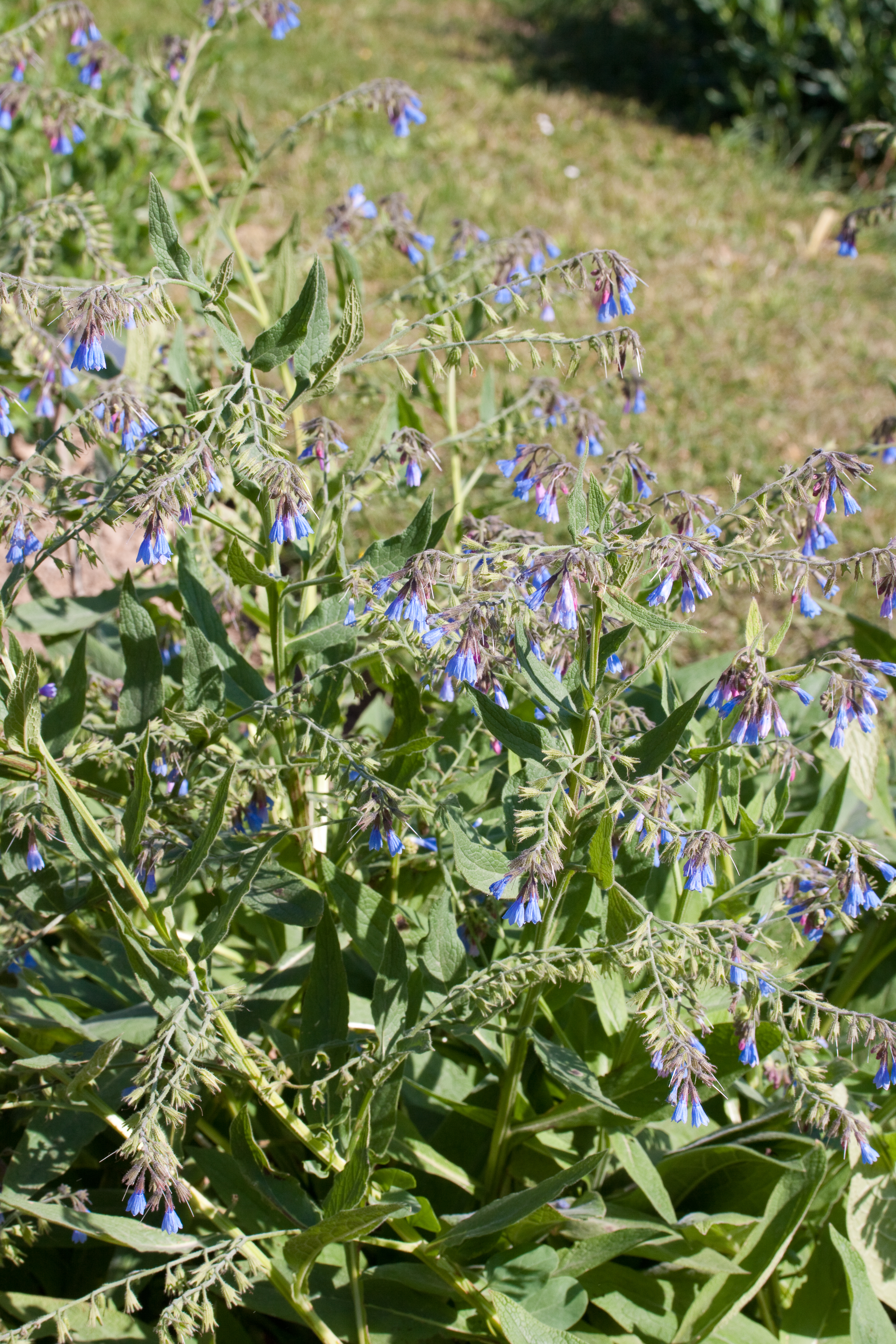
Floraison
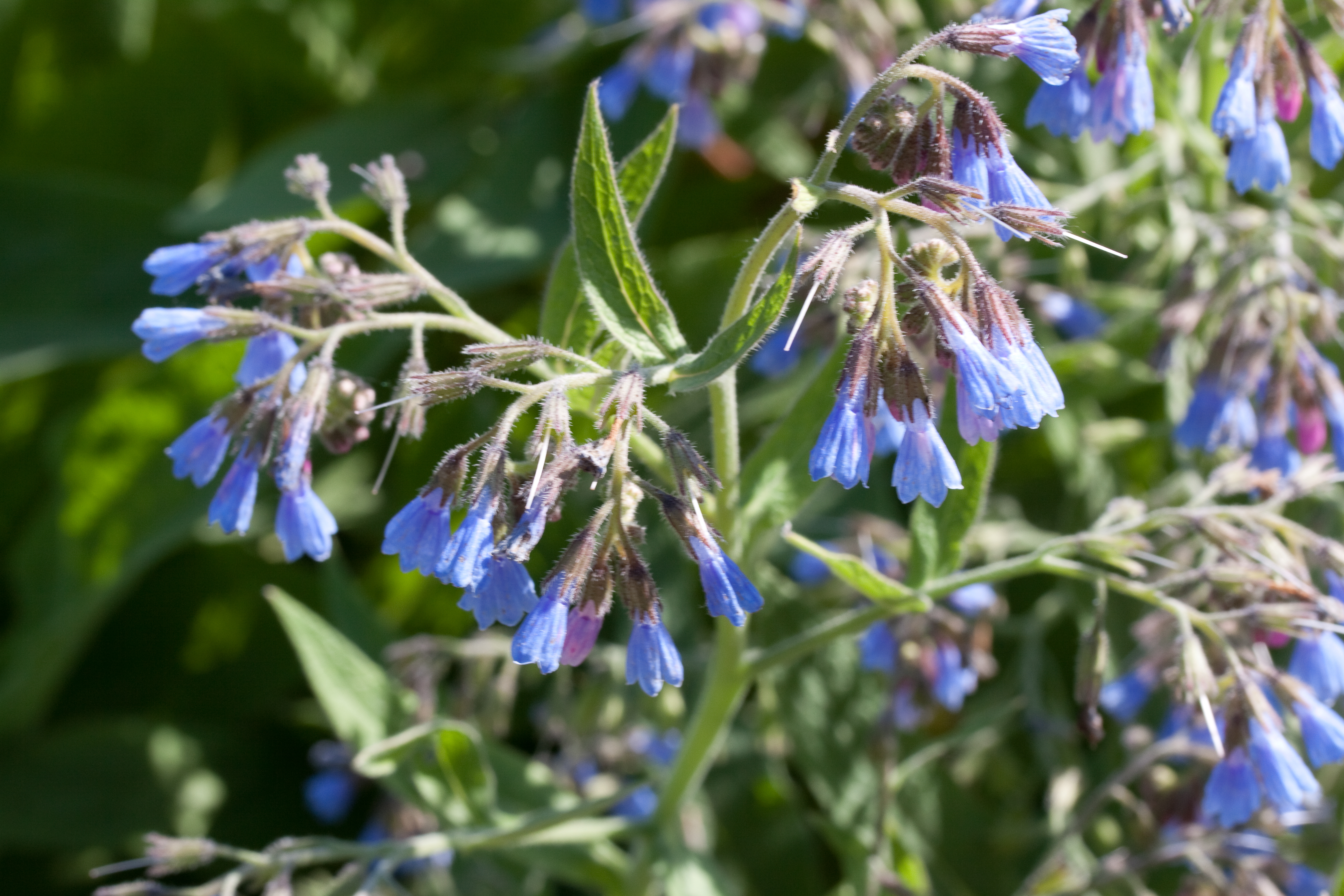
Fleurs